# Dekanat Bajóti
Dekanat Bajóti – jeden z 16 dekanatów rzymskokatolickiej archidiecezji ostrzyhomsko-budapeszteńskiej na Węgrzech. 
Według stanu na kwiecień 2018 w skład dekanatu Bajóti wchodziło 11 parafii rzymskokatolickich. 

## Lista parafii
W skład dekanatu Bajóti wchodzą następujące parafie:
1. Parafia św. Wojciecha w Bajna
2. Parafia św. Szymona i św. Judy Tadeusza w Bajót
3. Parafia św. Jana Chrzciciela w Epöl
4. Parafia św. Władysława w Héreg
5. Parafia Trójcy Przenajświętszej w Nagysáp
6. Parafia św. Michała w Nyergesújfalu
7. Parafia Nawiedzenia Najświętszej Maryi Panny w Piszke
8. Parafia św. Leopolda w Süttő
9. Parafia św. Michała w Mogyorósbánya
10. Parafia św. Marii Magdaleny w Tardos
11. Parafia Chrystusa Króla w Tarján